# Пролысовская волость
Пролысовская волость — административно-территориальная единица в составе Трубчевского уезда Российской империи, а с 1920 года — Брянской губернии РСФСР.
Административный центр — село Пролысово.

## История
Волость образована в ходе реформы 1861 года; являлась наиболее обширной из волостей своего уезда, занимая большую территорию по левобережью Десны (свыше 1000 км²).
В 1919 году было принято решение о выделении из Пролысовской волости новой Рёвенской волости, а в 1920 году — Салтановской волости. Впрочем, Рёвенская волость, вероятно, так и не была создана.
В 1924 году Пролысовская волость была упразднена, а её территория передана в Бежицкий уезд и присоединена к Навлинской волости.
Ныне вся территория бывшей Пролысовской волости входит в состав Навлинского района Брянской области.

## Административное деление
В 1920 году в состав Пролысовской волости входили следующие сельсоветы: Андреевский, Гаврилковский, Гарский, Глыбский, Гололобовский, Журавский, Казачий, Ловченский, Мостовской, Никольский, Пролысовский, Рёвенский, Сидоровский, Сытёнский.